# Tihang
Tihang is een bestuurslaag in het regentschap Ogan Komering Ulu van de provincie Zuid-Sumatra, Indonesië. Tihang telt 1465 inwoners (volkstelling 2010).